# FK Arsenal Toela
FK Arsenal Toela (Russisch: ФК «Арсенал» Тула) is een Russische voetbalclub uit Toela die sinds 2022 in de Eerste liga speelt, de tweede voetbalklasse van Rusland. 

## Geschiedenis
Na het kampioenschap van de Russische 2e divisie (Centraal) in het seizoen 2012/13 legde Arsenal Toela meteen beslag op de 2e plaats in de FNL. Promotie naar het hoogste niveau de Premjer-Liga volgde. In het debuutjaar degradeerde Arsenal echter meteen weer. Het seizoen erna volgde opnieuw promotie na de 2e plaats in de FNL. Deze keer handhaafde Arsenal zich en plaatste zich via een 6e plaats in het seizoen 2018/19 voor het eerst in zijn bestaan voor Europees voetbal. Eind het seizoen 2021/22 degradeerde de club opnieuw 
naar de tweede klasse door laatste te eindigen in het klassement met 23 punten.

## Naamswijzigingen
- 1946–58: FK Zenit Toela
- 1959–61: FK Troed Toela
- 1962–63: FK Sjachtjor Toela
- 1964–74: FK Metalleoerg Toela
- 1975–79: FK Masjinostroitel Toela
- 1980–83: FK TOZ Toela
- 1984–06: FK Arsenal Toela
- 2007: FK Oroezjejnik Toela
- 2008–12: FK Arsenal-Toela
- 2011–: FK Arsenal Toela

## Erelijst
| Nationaal                          |    |         |
| Kampioen Tweede Divisie (Centraal) | 1x | 2012/13 |

## Eindklasseringen (grafisch) vanaf 1992
| 7 |

| 2 |

| 9 |

| 6 |

| 4 |

| 1 |

| 5 |

| 9 |

| 11 |

| 16 |

| 2 |

| 1 |

| 13 |

| 13 |

| 18 |

| 2 |

| 5 |

| 7 |

| 5 |

| - |

| 8 |

| 1 |

| 2 |

| 16 |

| 2 |

| 14 |

| 7 |

| 6 |

| 8 |

| 14 |

| 16 |

|  |

| Premjer-Liga | FNL | 2e divisie | 3e divisie (Reg. Niv. 4) |

## Arsenal Toela in Europa
#Q = #voorronde, PUC = punten UEFA coëfficiënten 
Uitslagen vanuit gezichtspunt FK Arsenal Toela
| Seizoen                                                    | Competitie    | Ronde | Land                  | Club         | Totaalscore | 1e W    | 2e W    | PUC |
| ---------------------------------------------------------- | ------------- | ----- | --------------------- | ------------ | ----------- | ------- | ------- | --- |
| 2019/20                                                    | Europa League | 2Q    | Vlag van Azerbeidzjan | Neftçi Bakoe | 0-4         | 0-1 (T) | 0-3 (U) | 0.0 |
| Totaal aantal behaalde punten voor UEFA coëfficiënten: 0.0 |               |       |                       |              |             |         |         |     |

## Bekende ex-spelers
- Chakim Foezajlov
- Emmanuel Frimpong